# 1年1組甲斐せんせい
『１年１組甲斐せんせい』(いちねんいちくみかいせんせい)とは、一丸が小学館｢ビッグコミックオリジナル｣にて1999年から2002年まで連載していた漫画である｡
単行本全７巻、全79話。単行本は第６巻までは11話ずつ、最終巻のみ13話、収録されている｡

## あらすじ
甲斐修平は小学校教師。母校の｢潮小学校｣に勤務することになり､ 息子の太一と2人で東京下町の故郷へ帰ってきた。1年生の担任になるが、都会の学校ということと少子化により15人しか生徒がいない。これまで5・6年生の担任しかしたことのなかった甲斐が、子供たちと奮闘する。

## 登場人物

### 甲斐家の人々
家屋の所在地はただ東京都内としか設定されていないが、23区内と思われる。
甲斐修平
主人公の小学校教師。訳ありコブつきの独身。偶然そこしか空いていなかったという実家の隣の賃貸住宅(恐らく一軒家)へ引っ越して来た。連載開始時点では30歳｡
子供の頃は所謂｢悪童｣であり｢妙な渾名をつけてからかう｣｢(流石に一度だけだったようだが)調理室から食物を盗る｣｢教師の机に蛙を入れる｣｢上級生と喧嘩し泣かす｣･･･で問題児扱いされていた反面、友達思いの面もあり 他校の生徒に盗られた同級生の宝物を１人で取り返しに行ったことがある｡
勿論生徒思いでもあり、若干気分屋の傾向があったりして生徒に不満を漏らされたことがあるものの好かれていて、保護者の評判も上々である｡
昔の名残か､ ｢(生徒にせがまれたせいもあり、その当日の夜 早速)校庭でかなりの数の生徒や保護者と一緒に飲食つきで花火をする｣｢(保護者の要望により、然るべき手続きを踏んで)校舎内で“お父さんとお泊まり会”を開催する｣等、他の教師や保護者にしてみれば“奇想天外”“突拍子もない”であろう行動を取ることがある｡
又､例えば渡辺耕一の父親の前で｢耕一くん｣や｢息子さん｣ではなく｢渡辺｣などと､ごくごく一部の例外を除き保護者に対しても生徒を性別問わず姓で呼び捨てにしている。そうする理由を語りも訊かれもしなかったが、赴任後早々に我が子と生徒は(敢えて)区別するべきであると釘を刺されたことがあるので線引きの為に(保護者にとっては多少なりとも違和感があるだろうが)意識的にそうしている可能性がある｡
泳ぎが得意で、小学生の頃は｢潮小のカッパ｣と呼ばれていた。
甲斐太一
甲斐の一人息子。潮小の校舎内に併設されている｢うしお幼稚園｣に通っている。元気で可愛く、あまり甲斐には似ていない。作中の人気キャラクターらしい｢ナイスくん｣が好きで甲斐にナイスくんの(液体でなく固体の方の)ラムネなどよくねだっているが、おまけ目当てのことであってラムネが好きな訳ではない。エビが好物である。
甲斐の生徒の女児数人と会ったときに物陰に隠れるなどと恥ずかしがりの一面もある｡
甲斐の母親
肝っ玉が強い。得意料理は｢ブージャガ｣(豚の肉じゃが)。甲斐に、母親の居ない太一を気遣うよう願っている｡
少々口が悪く息子に手や足を出すことすらあるが善良な人物であり、息子を｢ダメ先生｣と思っているようだが、息子のお陰で｢毎日楽しい｣らしい生徒が居ることを知って安堵した｡
甲斐の父親
口数が少なく存在感が薄く、初期は出番もそれなりにあり台詞もあったが物語が進むごとに登場しなくなり、終盤は稀に登場しても無言だった｡
免許はあれど車は持たずの息子に自分の車を貸すことがあるそうだが、運転シーンは父子揃って全くなく貸し借りのシーンもない｡

### 甲斐の生徒達
転校して来た１人を除いては皆、幼稚園からずっと同じ顔触れという設定である｡
阿部理沙
お笑いが好きで中田と漫才のようなことをし、彼のことがタイプで格好いいと思っている。又、堀内も強くて格好いいのでお気に入り｡
髪の毛は､高めの位置で括った｢ラビット･スタイル｣のツインテールを三つ編みにしている｡
天野静
頭が良くしっかりした優等生。話を作るのが得意であり、学芸会の劇の脚本を書いたこともある｡
甲斐曰く｢なんにでも､喜んで積極的にチャレンジする｣子で(母親の意向もあるにせよ)色々習い事をしており、｢分刻みでスケジュールこなしてて､(中略) オレより忙しいくらいで……｣と父親が心配する程である。
優等生故か全部自分１人で背負い込もうとする傾向があり、それも父親の心配の種のようである。渾名は｢天野っち｣｡
井出真理子
芸能関係者の目に留まってCMに出たことがある程の美少女だが、甲斐曰く｢どっかとぼけたところのある子｣でお笑い芸人のようなことをするのが好きであり、その様子を目の当りにした父母が赤面した程である｡
家は豪邸であり、他より良い服を着ていたりして周りの子供とは金銭感覚がずれているが、その性格のお陰か周囲との関係は良好である。やってはいけないと言われたことをすぐやめる素直な面もある。渾名は｢井出っち｣｡
大山孝
活発で、中芝とよくつるんでいる。剣道を習っている。母親曰く、よく乗り物酔いする｡
第１話の１年１組の教室に保護者が来ているシーンに吹き出し内に｢タケシ｣と書かれたコマがあるが、甲斐の生徒にはタケシという名前の子供は居ないので、｢タカシ｣と書かれた手書き文字の“カ”が写植の際に“ケ”と見間違えられ誤植された可能性がある｡
木戸ひろえ
足が遅く、父母の前でビリになりたくないこともあって運動会を嫌っているが、甲斐のお陰で一時的にせよ先頭を走ることができ走る楽しさを味わった。あまり目立たないが、しっかりしている｡
清水由美
テレビゲームが好きで、絵を描くのが上手く漫画家志望である。髪型は高めの位置で括った三つ編みサイドテール。弟が１人居る｡
怪我をして病院へ連れて行かれたことがあり、狼狽した祖父から学校へその旨連絡があったものの要領を得ぬ説明だった為病院名などわからず、甲斐は１人方々の病院をまわることになった｡
高山圭子
クラス一おとなしく泣き虫、甲斐曰く声が小さく恥ずかしがり屋である。果してこの子に小学校生活が送れるのかと祖母に心配された程だが、少なくとも入学後暫くは祖母曰く｢毎日､ 修平ちゃんの話しか｣せず｢毎日楽しいみたい｣とのこと故学校生活への適応はできており、上記の件は徐々にでも改善されていった｡
ピアノが弾けて音楽が得意｡
中芝明
ガキ大将｡クラスの中心人物｡家が八百屋ということで甲斐らに差し入れすることがあり、登場したことはないが弟が１人居る。頭を切り腕を骨折する怪我をしたことがある｡
因みに、性格設定が似通っている大山はストレートヘア、中芝は短髪の剛毛であり、中芝は明らかに父親の髪質が遺伝したもので大山は恐らく母親のそれが遺伝したと思われる｡
中田明宏
２年生の春大阪から引っ越して来た転校生。祖母や女友達から東京は怖いところと聞かされ、来てすぐの頃は周りと馴染もうとしなかった。根性がある｡
林真吾
のんびりした性格。大食いで、太っている。競争心に乏しく、甲斐曰く頑張り屋の母親がそれを不安視し敢えて厳しく当ったことがある｡
母親思いであり、意外と義侠心の強い面もある。
平井博也
口達者で成績優秀、良くも悪くも頭が良い。１年生の頃、皆が平仮名を書いているときに自分は漢字も書けると言って同じく漢字を書けるという天野と張り合ったことがある。勉強一辺倒な訳ではなく、スイミングスクールに通っている｡
藤田まりあ
目立たないが、頑張り屋で母親曰く聞き分けの良い子。それだけに我を張らずに我慢してしまうことがあり、その反動か少しいじいじしたところがある。
甲斐が火をつけた訳ではないがクラスに｢あだ名ブーム｣が起こり、甲斐が、同級生だった父親に昔の自分がつけたものをもじって略したミニチャーシュー→｢ミーチャ｣という渾名をつけた。ブームが去って他の生徒の渾名は(｢～っち｣や｢～ちゃん｣はともかく他のものは)呼ばれなくなったのに対して、この渾名だけは定着した｡
連載途中にきょうだいが１人生まれた｡
堀内智恵(ちえ)
口数は少ないが正義感が強い。喧嘩も強い。空手を習っている。渾名は｢堀ちゃん｣。兄が２人居り、どちらも初登場時点で既に甲斐と面識があった｡
牧田雄二
母親と２人で暮らしている。無邪気でよく泣き、甲斐曰くクラス一の甘えん坊で女の子のようにも見える｡
中芝を同学年だが兄貴分のように思っている節があり、｢あだ名ブーム｣のときには、中芝が皆に自分を｢中芝１号｣と呼ぶよう言ったのを受け自分は｢中芝２号｣と呼んでもらいたい旨発言した｡
清水同様絵が上手く、描いた絵が漫画雑誌の読者投稿ページに掲載され賞を取ったことがある｡
三村貴大(たかひろ)
物知りで、父親の影響により昆虫が大好き。勉強もできる。但し、緊急時にすらまず結論をではなく前置きを言う少々回り諄い傾向がある｡
天野や平井同様運動するよりも頭を使う方が好きな印象だが、制止されたにも拘わらず中芝ら数名と一緒に跳び箱を跳ぼうとしたことがあったり同じく中芝らとサッカーに興じていたりするので、体を動かすのも存外好きなようである｡
渡辺耕一
口下手且つ嘘のつけない性格。得意科目は体育と図工。甲斐曰く｢いとおしい奴｣であり、それは生徒にとってもそうらしく渡辺に何かあるとクラスの皆が庇う程である｡
入学直後は授業中に教室から出たり床に俯せになってノートに文字を書いたりすることがあり程なくそうした行動を取らなくなったが､ ２年生の終盤になり突如、家から出たのに学校に来ず甲斐らが捜しに出ることになる騒ぎを起こした。が、自分が他人に迷惑をかけてしまったことがわかるとすぐ非を認めて謝ることができる子でもある｡
父親曰く、幼稚園を休みがちだったので夫婦揃って心配していたが、潮小に入学して甲斐と出会った結果見違える程元気な子になり、むしろ休日の方が所在なげに過ごすようになったとのこと｡

### 潮小学校及びうしお幼稚園の関係者
潮小は作中での描写から全学年単学級と思われ、最寄りの小学校は｢塩原小学校｣である
柏木恵(めぐみ)
真面目なお嬢様風の美人教師。甲斐に好意を持っているが、恋愛には消極的。太一がよく懐いていることもあって、甲斐の近所に住む昔馴染みのオバ様バア様達(甲斐曰く｢オバちゃん軍団｣)は甲斐と一緒になることを期待している｡
第17話(単行本第２巻第６話)｢せんせい発熱中｣時点では26歳、実は意外な人物の孫である。甲斐が赴任してきて１年生を受け持った年度には２年生の担任だった｡
荒川大
万が一あの腕で殴られでもしたら｢コッパミジン｣の筈だと甲斐が思う程ごついうえに背も高く強面であり、多少自分の顔を気にしている様子だが甲斐曰く｢笑えば可愛い｣。40代｡
性格は豪快で｢こう見えても体育会系｣と自称するがその実｢どう見たって体育会系｣であり、一方では墓場やホラーを怖がる面もある。甲斐を自分と気が合う男と評している。以前は１年生の担任をしていたが或ることを契機に外され本人曰く｢高学年専門みたいになっちまってて｣、しかし後々念願叶って又１年生を受け持つことができた｡
フルネームは、言ったり書いたり呼ばれたりはせずじまいだったが第24話｢ヨウリョウ｣の第３ページ５コマ目(第３巻第２話、通算では第25ページ)に描かれた出勤札にて確認することができる。が、読みは不明である｡
荒川と出くわした太一が恐らく反射的に｢あご怪人｣と言ったことがあり、以後甲斐が(荒川に対してではなく太一に)そう言うコマもある｡
教頭
上品な女性教頭。少し堅物でもある。姓は持田。甲斐の行き過ぎた行動に困ることもあるが、甲斐に注意した際｢近所の気のいいお兄ちゃん｣ではないのだと言ったことがある点などからわかるように甲斐を買っており、本人に言わぬだけで実は甲斐や生徒の行動を内心楽しんでいる節もある｡
頭髪は白髪で、生徒の母親より高く描かれたコマがあり甲斐とほぼ同じ身長(どころか甲斐より高く見える場合すらある)故、性別と年齢の割には長身のようである。又、｢万葉集の研究｣をしている｡
校長
少々頼りなく、話が長く根に持つタイプだが嫌な人間とか悪役とかいう訳ではない。身長は低い｡
竹田平三郎
高学年の担任。高齢で冴えない為｢ショボい竹田｣の略で｢しょぼ竹｣と生徒達に陰口を叩かれているが、生徒との関係が好転した為、以後はそう呼ばれることはほぼなくなったと思われる｡
将棋と卓球が得意で泳ぎが苦手であり、天体観測の趣味もある。甲斐位の歳の頃には生徒に｢鬼の竹田平三郎｣略して｢鬼平｣と呼ばれていたという｡
真島
飲み会があっても決して烏龍茶しか飲まぬ為 (全員ではなかろうものの)職場の者には陰では｢ウーロン茶｣一部の保護者には姓とかけて｢マジメ先生｣と呼ばれているが、飲まぬことには理由があった。存在感がないが教え方は上手い｡
自分が割に神経質な方だからかあまり細かいことに拘らぬ甲斐を快く思っていなかったが、帰郷せねばならぬ事情ができ新年度を目前にして退職することになり、その前に和解することができた｡
甲斐の生徒が３年生になる直前の退職であり、その年度は１・２・５・６年生の担任がそれぞれ柏木・甲斐・竹田・荒川で校長が新年度には真島に３年生を受け持ってもらうつもりで居た旨発言したので、真島は少なくとも潮小での最後の約１年間は(明記はされていないが)４年生の担任だったということになる｡
その他
氏名不明且つ“その他大勢”的扱いだが、図工の教師と真島退職の年度には(これも明記されずだが)３年生の担任だった男が数回登場｡
又、真島の離脱を受け別の教師が来ることになったが、校長の口からその旨語られただけであり本人が作中に登場することはなかった｡
用務員
生徒や保護者との校庭での花火大会を開いた甲斐を後々問題になるのではないかと危惧する一方、昔は甲斐のような教師が沢山居たものだとして好意的に評価した｡
辻本可奈
太一の幼稚園の担任。ちゃっかりしたところがありノリも良い。甲斐のことが好きで積極的にアピールする。第17話時点では22歳。若いにも拘わらず妻子持ちの男と関係してイザコザに巻き込まれたことがあるらしいが、この作品の本旨ではない為その詳細が明かされることはなかった｡
尚、他の幼稚園関係者は、物語の性質上ほぼ登場しなかった｡

### 生徒の家族
経年による絵柄の変化によって同一人物でも別人に見える場合や、姓名が記されてない為特定不能の人物が出ている場合がある｡
阿部理沙の母親
比較的遅い時期の話にて、最近娘が塞ぎ込んでいるとして甲斐に相談しに来たことがある。林の母親同様染髪をしており所謂“今風”の外見である。
連載開始後間もない話に甲斐の生徒の母親として林とは別に染髪の母親が登場し、同一人物と思われるのだが、前述の掲載時期の違いによる絵柄の違いの為別人に(冒頭に記した話の方が逆に幼く)見える。尚、髪色は林母の方が明るい｡
阿部理沙・大山孝・高山圭子の父親
人定可能なコマがない。甲斐と一部の父親が運動会の祝勝会を開く第34話(第４巻第１話)｢オヤジ会｣に登場した父親中唯一姓が出ず用があると言ってすぐ退場した男が、このうちの誰かである。又、眼鏡をかけているという共通点があるがこの男とは明らかに別人でありこの男よりは歳がいっているように見える男が、第１話の教室内に保護者が来ているシーンに描かれている｡
尚、阿部・大山・高山の家が牧田家と同じく一人親家庭ならばそのような話が描かれる筈だが一切描かれず、それを匂わせる台詞すらないので、この３人は両親揃った家庭の子と思われる｡
天野静の父親
彫りが深く下睫毛の長いダンディーな顔立ちをしている。娘とは、眼鏡をかけていることしか外見的共通点がない。自動車は外車しか乗らないという高級嗜好｡
一人称は、初登場回である上記第34話にて最初に１回｢私｣と言った以外は全て｢オレ｣である。それより後の前出｢お父さんとお泊まり会｣の回にて甲斐も居るときに父親の誰かが｢言っとくけどオレ､歯医者だよ｡｣と発言、甲斐らの前でも｢オレ｣と言う父親は判明しているだけで４人居て天野以外の２人は歯科医師ではなく１人は肉体労働に従事している可能性がある為、天野が歯科医師である公算が大きい｡
天野静の母親
出番はほぼない。娘にピアノや英会話やスイミングなど習わせているが、娘の様子からして強制的に習わせた訳ではなさそうである｡
井出真理子の父親
髪が薄く、そのせいか実年齢(第34話時点で34歳)より上に見える。謙虚な性格で仕事上人に頭を下げるのが得意。見かけも中身も娘とは似ていないが、妻子を溺愛している。学生時代は国体に出たこともある陸上選手で、今も足が速い。一人称は｢私｣だが、妻子の前では｢オレ｣である｡
井出真理子の母親
いつも和服を着用している。品格がある美人。金持ちの妻だけあり言葉遣いが非常に綺麗である。芸能界にスカウトされたことがあり、夫を尻に敷いている面がある｡
大山孝の母親
前出の｢あだ名ブーム｣の際、林に藤田のそれぞれ母親と一緒にそれに関する苦情を言い状況を改善してもらう為に学校へ乗り込んで来た｡
木戸ひろえの母親
甲斐の小学生時代の同級生であり、旧姓は富山という。どうやら林の母親や藤田の父親程は甲斐との付き合いはなかったらしい｡
木戸ひろえの父親
運動会にて、走る我が娘をビデオカメラで撮影していた。一人称は不明｡
清水由美の父母
母親はそうでもないようだが父親はそれなりの年齢らしく、或る程度の年齢差があるようである。父母共一人称は不明｡
娘が怪我をした日、｢一日中、かけずりまわって｣捜してくれた甲斐に感謝し謝罪の意味も込めて夕食と酒を振る舞った。娘の項にある通り祖父が要領を得ぬ連絡をしたせいで甲斐(延いては荒川)に迷惑をかける結果となり、自らかけたかかかって来たのか母親が自宅の電話口にて義父に対してすることはないであろう激しい物言いで祖父を叱りつけていた為、学校への連絡は父方ではなく母方の祖父によるものらしい｡
高山圭子の祖母
｢スワン｣という喫茶店を経営している。甲斐の母親と仲が良い。子供の頃の甲斐の悪行を数知れず知っている。顔に皺がある為、甲斐が｢すじすじ仮面｣と呼んだ｡
染髪したりして派手で口数が多く甲斐に手を上げることもあるという具合に孫の対極に位置するとも言える人物故､ 甲斐は圭子の祖母であることに同姓だというのに気づいていなかった。圭子の父母どちらの母親なのか明言されることはなかったが、十中八九前者と思われる｡
甲斐の母親と同じく口止めされた事柄を故意にかうっかりか言ってしまうことがあり、又、冗談なのか本気なのか孫の引っ込み思案は自分に似たものと言ったことがある｡
高山圭子の母親
数人の生徒が後出の畑山宅の庭へ忍び込んで見つかり私物を置いたまま逃げ帰った際、畑山には関わりたくないので甲斐にそれらを引き取りに行ってもらおうとした母親の１人として登場。物語終盤の井出宅に父母が集合する回にも姿が見える。頭にカチューシャをつけている｡
尚、前出の校庭での花火のときは父母ではなく祖母が登場し、それからかなりの時間が経過してから描かれた生徒がバスで社会科見学に出る回でも祖母が圭子を学校へ連れて来た｡
中芝明の父親
息子をそっくり大きくした位よく似ている。甲斐の生徒の父親中恐らく一番若く(第34話時点で30歳)、妻からは｢とっちゃんぼーや｣と言われているとのこと。頻度は不明も息子とキャッチボールなどして遊んでいる。一人称は｢オレ｣｡
中芝明の母親
或るときは雨が降ってきたので雨具を携えて学校まで息子を迎えに行き、又或るときは井出宅にて冷蔵庫を勝手に開けてビールを飲む暴挙に出た夫を叩きながら咎めた。前出の甲斐に畑山宅へ行ってもらおうとした母親の１人でもある｡
中田明宏の家族
母親は『おはよう朝日です』が流れていないだの、テレビの放送局のチャンネルの並びが関西とは違うだの、店先でまけてもらえないだの、と不自由さを感じているが、父親と小学校高学年の兄は来て早々に納豆に挑戦するなどと東京の暮らしにすっかり馴染んでいる｡
父親は一人称｢わし｣であり眼鏡を着用、既に甲斐らとの飲食経験済(第34話)ということで、甲斐が家庭訪問に来たとき残り軒数が少ないこともあり一緒に飲みたいと言って夕食と酒を振る舞った｡
林真吾の母親
甲斐の小学校時代の同級生。旧姓は真田で、甲斐から｢マタンゴ｣という渾名をつけられた、子供の頃は太っていた。喜怒哀楽が激しく、甲斐に対して激昂した際には元同級生ということもあってか手を出すこともある｡
息子の入学式の日、他の母親に甲斐の人柄を尋ねられ｢見る前に飛ぶ？って、タイプ｣と答えた｡
林真吾の父親
息子は顔立ちとのんびりしたところが父親そっくりである。息子とは違い、鼻の右下に黒子がある。妻が甲斐のことをカッコいいの優しいのと持ち上げているので焼き餅を焼いている｡
酒癖はあまり良くない。が、いざというときには決める性格である｡
他の父親達との(恐らく)初顔合せとか自分が酒席の幹事であるとかいうことで畏まっていたであろう前出第34話にて一度だけ｢私｣と言い、以後は一人称を言うシーンはない｡
平井博也の父親
顔も性格も息子にそっくり遺伝したようで、初対面のとき、甲斐は彼が名乗る前に平井の父親と言い当てた。父子揃ってトラブルメーカー。理屈っぽい面がある。一人称は｢ボク｣｡
平井博也の母親
休日となると一緒にテレビゲームばかりしている夫と息子に中芝父子のように外でキャッチボールでもして遊んでもらいたいと思っている。息子曰く直情径行型｡
夫は密かにキャッチボールの練習を始めるが…?!
藤田まりあの父親
甲斐の小学校時代の同級生。実家のラーメン屋を継いだ。子供の頃は甲斐に｢ボケチャーシュー｣と渾名をつけられていじめられ、甲斐とは別の学校に通ったらしい中学時代までそう呼ばれていた。教師と保護者として甲斐と再会してからも同じ呼び方をされている。一人称は｢オレ｣｡
店はけっこう繁盛しているようであり、藤田の店が作中に登場するより前に｢●龍軒｣というラーメン屋(●の部分は描かれていない)が出たことがあるが、藤田の店は｢三龍亭｣なのでそれとは別の店である｡
藤田まりあの母親
地味で目立たないタイプ。夫と一緒にラーメン屋の仕事をしている。仕事と育児を両立せねばならず身なりを構っている暇もないので多少なりとも不満が溜まっているが、まりあの母親だけに娘同様我慢している節がある｡
堀内智恵の父親
作中皆無に等しい荒川と一緒に描かれたコマを見る限りでは荒川よりは細いと思われ身長も荒川より低いものの、体格が良く腕っ節が強く凄味がある｡
甲斐の生徒の父親としては年長の方であり(第34話時点で43歳)、娘同様曲がったことが嫌いで口数が少なく、娘は外見も明らかに父親似である。曰く娘も自分も｢誤解されやすい｣タイプであり、娘はともかく父親は気に入った相手気を許した相手にこそ手荒な行動に出ることがある為その辺が誤解される所以と思われる。一人称は｢オレ｣｡
｢ダミダミした低音｣の持ち主であり酒豪、この男も又、家庭訪問の甲斐に酒を振る舞った。甲斐の生徒の保護者中唯一(意図的にかうっかりミスか或る１話を除いて)肌にスクリーントーンが貼られている＝色黒であることとその体躯から、屋外でする仕事それも恐らく肉体労働に従事している為に日焼けしている可能性が考えられる｡
堀内智恵の母親
父親とは違って男勝りの我が娘を心配しており、｢父親似で偏屈｣と甲斐に言った。
牧田雄二の母親
離婚し１人で息子を育てている綺麗な母親｡ 或るとき届いた手紙によると､ 元の夫の姓は｢加山｣である｡
三村貴大の母親
頭の良い息子が自慢である。三村には中学生と思われる歳の離れた姉が居り、三村母は他の同級生の母親よりも幾つも歳上である。男衆とは違って虫は苦手｡
第１話時点と後の話との作画上の変化が著しい｡
三村貴大の父親
息子が感化される程昆虫が好きでありパソコンを扱うのが得意である。一人称は｢ボク｣であり､ 本人曰く｢ホラーにはちょっとうるさい｣。
父親も母親も｢むふっ｣という笑い声を発することがあり、又、親子４人共眼鏡をかけている｡
渡辺耕一の父親
息子は明らかに父親似の顔だが、甲斐は、堀内・中芝・林(・平井)の各父親については｢ほとんど双子のよう｣(｢クリソツ｣)な父親と思っているにも拘わらず彼については｢この人があの子の｣？と思う父親の１人と思っている。自動車のセールスマンだからか息子と違って話術が巧みなので、甲斐が意外に思ったのは外見的なことではなく行動面のことらしい｡
一人称は、甲斐や他の父親との重要な話し合いの場とはいえ物語終盤の某話でも｢私｣だった為、教師や保護者の前では少なくとも素面のときは終始そう言っていた可能性がある。又、井出の父親同様、登場したときはほぼ背広姿である｡
渡辺耕一の母親
夫と一緒に幼稚園時の息子の将来を案じる回想ゴマにデフォルメされた姿で登場した程度であり、実質的に彼女も特定不能である｡

### その他の人物等
以下、一度しか登場しなかった人物から複数回に亘って登場した人物まで、更には人間ではないキャラクターも含む｡
沙織
甲斐の亡くなった妻であり甲斐より年上である。甲斐の初任校に勤務しており、甲斐の言動に一々口を挟んでいたので甲斐には｢ウザ子｣と呼ばれ、周囲の人間が心配する程の仲の悪さだった｡
後々沙織が自分の為を思って口うるさくしていたことに気づいた甲斐が求婚するが、沙織は仕事熱心のあまり太一よりも生徒の方が可愛くなってしまい、夫婦仲はあまりうまくいっていなかった｡
回想ゴマや写真のみの登場であり、人相がわかるコマも台詞も一切ないが、荒川を伴って突然法事に現れ線香をあげて去った(当然 遺影を見た)柏木によれば｢きれいな女(ひと)｣とのことである｡
｢たしか学生結婚したんだよねぇ､｣云々と高山祖母が甲斐に言うコマが第１話にあるが、設定の矛盾或いは高山祖母の曖昧な記憶を基にした発言と思われる｡
山田さん
１年生の春 校庭で中芝が見つけた蟇蛙。それ以来教室で飼われており、やがて登場しなくなったと思いきや、終幕直前になって数コマではあるが再登場した｡
警備の学生アルバイト
スキンヘッドに顎髭と長い金髪にサングラスの２人組。校庭で甲斐と対峙、甲斐を教師と思わず甲斐には学生と思われずで一触即発に見えたが何事もなかった。甲斐を､｢オレらみたく勉強できない奴の気持ち｣を理解してくれそうな教師と評した｡
加藤
荒川のクラスの生徒の父親。大学の助教授で、テレビで教育論を語っていたりするちょっとした有名人である。少々嫌味な人物で、甲斐に苦情を言いに来たものの、実は甲斐の２つ年上の旧知であり小学生時代は今とは違って俗に言うヘタレだったことをバラされてしまう｡
源ちゃん
テキ屋。チンピラ風で怖い顔だが優しい面もある。甲斐も子供の頃世話になっていた。正月と夏の都合２話分３回登場した｡
稲村正人
井出が好きになった６年生。文武両道、学級委員の人気者だが中学受験に失敗し、卑屈になっていた。６年生を送る会のプレゼントとして井出から渾身の作品が贈られた｡
赤井貴志
潮小に教育実習に来た大学生。当初は、教師になるか一般企業に就職するか決めかねていた。大雑把でチャラチャラしているが、子供の受けは良く甲斐曰く｢案外、拾いもの｣である｡
石田紀男
潮小に教育実習に来た大学生。真面目に実習に取り組むが不器用。父親が教育委員会の委員だが折り合いが悪い｡
カツアゲのリーダー
潮小の６年生に夏祭りの夜カツアゲをするよう命じた中学生グループのリーダー。潮小出身ではないらしく、氏名不明である｡
美少年だが、もし自分に何かあればそれぞれ新聞社と出版社に勤務している両親が即座に某かの手を打つ(ので誰も自分に手を出せまい)と踏んで図に乗った、つまりは“虎の威を借る狐”である｡
本当はああいう奴にこそ良い教師が必要なのだ､ と荒川が言う程であった｡
畑山義三郎(はたやま･ぎざぶろう)
かつては先祖代々の大地主だった老人。小学生の頃の甲斐によく自宅の庭へ無断で入られあれこれ悪戯されて迷惑に思う反面、それを楽しんでいたようでもある。その頃の甲斐に､｢ギザジー｣(ギザ爺)｢ギザジンガー｣と渾名をつけられた｡
昔はともかく凋落してからは、近隣住民に偏屈などと思われ敬遠されている。
山岸
気弱そうだが人の良い人物。牧田の母親の交際相手であり、牧田母は後に彼と再婚することになる。フィギュア作りの趣味を持ち、他の生徒の父親達にその道のプロと思われた程の腕前である｡
小金山
工務店経営。軽トラから降りようとしたとき後方確認を怠って運転席のドアを開け自転車に乗った中田と接触、額と右膝に怪我をさせた。にも拘わらず手当てすらしなかったうえにドアに傷が入ったと言って中田を連れ去り謝らせようとまでした非常に器の小さい男｡
歌川靖
久々に１年生を受け持つことになった荒川の生徒であり、甲斐の生徒の２学年下である。入学直前に両親が離婚して母親に引き取られ、入学後程なく、目の前で父親自慢をしていた友達を羨んでその私物の｢筆箱を踏みつけて、バキバキにこわす事件｣を起こした。以来クラス内で浮いた存在になり、太一に懐かれる甲斐を見て甲斐を憎むが、牧田に説得されて甲斐に謝罪した｡
同級生との関係が改善されたどうか不明も牧田との関係は良好で後々｢お父さんとお泊まり会｣にて共に行動し、牧田は山岸・歌川は甲斐父子と一緒に就寝していた｡
北浦守男
元校長。甲斐の６年進級と同時に潮小に赴任、オートバイに乗ってやって来た。或る日或る理由で潮小を再訪し、甲斐と再会した｡
短所の矯正よりも長所を伸ばすことを優先する教育方針だったらしく、悪戯坊主の反面正義感もある甲斐を気に入り目をかけるようになった。子供時代の甲斐は彼に将来教師になるよう勧められ、実際に、なった｡
霜島
足立区立｢早瀬小学校｣校長、甲斐の初任校にて教務主任を務めていた男｡
生徒の希望を容れた授業を行いたいとする甲斐とは正反対に生徒を飽くまで管理対象と見ており、甲斐の意見を(恐らくほぼ全て)撥ねつけたり問題行動を起こした生徒に対して他の生徒達への示しの為にと(体調を崩して倒れる程の)罰を課したりして甲斐と反目､ ｢カマキリ星人｣と呼ばれ毎日のように噛みつかれていたが、実はかつての彼自身も甲斐のように｢児童も教師も､やりたい事をどんどんやれる｣学校を目指していた｡
理想と現実の差からいつしか理想の学校作りを諦めてしまっていたが、甲斐に自分が校長になってそれを実現すれば良いではないかと言われ40代にして校長になった｡
加齢により恰幅が良くなって｢カマキリ｣ではなくなり、甲斐と再会してまだ明るいのに飲みに行こうと言ったりしているので、性格的にも昔と比べると角が取れ多少は“話せる”人物になったようである｡

## 単行本
小学館｢ビッグコミックス｣全７巻。文庫化やコンビニコミック化は一切されていないが、電子書籍化はされている｡
※以下は括弧内を除いては全て奥付に記載された日付だが、実際は各巻それより早く発売された ｡
1. 2000(平成12).２.１(火)初版第１刷発行 ISBN 4-09-185481-8
2. 2000.６.１(木)初版第１刷発行 ISBN 4-09-185482-6
3. 2001.２.１(木)初版第１刷発行 ISBN 4-09-185483-4
4. 2001.７.１(日)初版第１刷発行 ISBN 4-09-185484-2
5. 2001.11.１(木)初版第１刷発行 ISBN 4-09-185485-0
6. 2002.７.１(月)初版第１刷発行 ISBN 4-09-185486-9
7. 2002.12.１(日)初版第１刷発行 ISBN 4-09-185487-7

## 脚註
1. ↑  ツインテールの種類
2. ↑  生徒は皆、第２話にて姓名が明らかになった｡
3. ↑  例えば、一緒に描かれた子供ほぼ全員(中芝まで)が或るものを見て怖がり泣いているのに対して高山は不安げな表情ではあったものの涙を流してはいないコマが、連載後半の某話にある｡
4. ↑  ２人共大阪の回想シーンのみの登場であり、祖母は女装した吉本新喜劇の桑原和男がモデルと思われる｡
5. ↑  但し、本人が登場するより前に、智恵が甲斐に宛てた年賀状に載った写真に３人一緒に写っている｡
6. ↑  中芝は、｢２号は弟のものだ！｣として却下するも直後に牧田を｢３号｣とした｡
7. ↑  潮小は甲斐が生徒として通っていた頃は流石に全学年複数学級だったと思われ、塩原小は回想シーンに名前が出ただけなので現存しているかどうか不明である｡
8. ↑  尚、最終巻に、授業を受けたことはなくとも竹田の存在は当然知っていた中芝が｢しょぼ竹｣と言うコマがある｡
9. ↑  丁度ということはなかろうが、本人の言によれば｢20年前｣｡
10. ↑  時期により顔が若干違うのは、他の登場人物(殊に甲斐の生徒)も同じことだが｡
11. ↑  前出の第１話に登場の父親は、下睫毛が描かれてないので天野父とは別人と思われる｡
12. ↑  ３回目の登場時。甲斐の子供時分には流石に皺はなかった筈なので、甲斐が昔からそう呼んでいたのではなくそのとき初めて呼んだ又は第１話での対面後に(描写はされていないが)その渾名を考えついたかと思われる。尚、２回目の登場時は道端で甲斐と林母子のすぐ近くに立っていたが会話するコマはない｡
13. ↑  因みに、甲斐はこのときは｢平井｣ではなく｢平井くん｣と言った｡
14. ↑  身長は、明らかに荒川よりは低い甲斐と同程度である｡
15. ↑  セーラー服姿で１コマだけ登場し台詞はなかった｡
16. ↑  娘はどうなのか、不明である｡
17. ↑  因みに、本作品の連載当時はパソコンがある家庭はまだまだ珍しかったと思われる｡
18. ↑  
件の第１話に登場した眼鏡の男と三村父は、掲載時期の違いによる絵柄の変化を差し引いても明らかに人相が違うので別人である｡
19. ↑  甲斐はそれを否定も肯定もしなかったが、町中で旧知の｢オバちゃん軍団｣と出くわし質問攻めに遭ったり昔の話をされたりするシーンでのことなので、答えるタイミングを逸したようである。設定矛盾ではないとすると、所謂“ミスリード”(mislead)というやつだろうか｡
20. ↑  Weblio辞書、｢ミスリード｣
21. ↑  山岸が初婚なのか再婚なのかということについては、言及されず終いだった｡
22. ↑  駆けつけた甲斐曰く｢線みたいな傷｣｡
23. ↑  会の参加対象者は３年生までの潮小生とその父親或いはそれに準ずる男だったが(後者は山岸だけだった可能性あり)祖母に連れられて来たという太一がいつの間にか参加しており、甲斐の生徒の父親達の口添えもあって太一は帰宅することなく引き続き参加していた。尚、甲斐の母親は登場しなかった｡
24. ↑  甲斐が居ることを知っていて来たのではない｡
25. ↑  奥付にある日付と実際の発売日との不一致は本作品延いては小学館の刊行物に限ったことではなく、講談社など一部の出版社を除いては一般的な話だが｡
26. ↑  最終巻の帯にて完結記念テレホンカードプレゼントの懸賞が告知され、2002.11.29(金)応募締切とある｡